# Narycia sciomochla
Narycia sciomochla är en fjärilsart som beskrevs av Edward Meyrick 1928. Narycia sciomochla ingår i släktet Narycia och familjen säckspinnare. Inga underarter finns listade i Catalogue of Life.